# Jan Habrda
Jan Habrda (* 6. Dezember 1912 in Třebíč, Mähren, Österreich-Ungarn; † 16. August 1943 in Berlin-Plötzensee) war ein tschechoslowakischer Funkamateur und Widerstandskämpfer gegen den Nationalsozialismus.

## Leben
Habrda wurde in der südmährischen Stadt Třebíč geboren. Von 1931 bis 1933 besuchte er in Brünn die Schule für Elektrotechnik, wo er zum Elektrotechniker ausgebildet wurde. Seinen anschließenden Militärdienst leistete er von 1934 bis 1936 bei einer Artillerieeinheit in Jihlava sowie bei der 6. Artillerie-Brigade in Brünn. Danach war er für eine Radiotechnik-Firma in Brünn und bei der tschechoslowakischen Post tätig. In seiner Freizeit beschäftigte sich Jan Habrda mit Amateurfunk, wo er das Rufzeichen OK2AH innehatte.
Am 16. März 1939 wurde das Protektorat Böhmen und Mähren proklamiert und als unmittelbares Reichsgebiet in das Deutsche Reich einbezogen. Habrda gehörte zu einer Gruppe von Funkamateuren die 1940 mit Vladislav Bobák in Kontakt kam. Dieser war Mitglied und Hauptakteur einer Gruppe tschechoslowakischer Piloten die vom sowjetischen Geheimdienst als Agenten hinter den feindlichen Linien abgesetzt wurde, um unter anderem deutsche Truppenbewegungen und Rüstungsprojekte auf dem Gebiet des Protektorats auszuspähen. Das von ihnen geschaffene Netzwerk an Informanten deckte bald das gesamte Gebiet des Protektorats ab. Übermittelt wurden ihre Informationen unter anderem mittels verschlüsselter Nachrichten, wofür zwei Mitglieder eigens als Funker ausgebildet wurden, die sowohl die Morsetelegrafie beherrschten, als auch in der Lage waren, entsprechende Funkgeräte zu bauen. Materialproben, Zeichnungen, Dokumente und dergleichen wurden über das Netzwerk außer Landes geschafft.
Auf Grund des sich ausweitenden Netzwerks wurden weitere Sender nötig. Deshalb war der Funkamateur Gustav Košulič bereits zuvor von Bobák als Funker angeworben worden. Immer unter der Gefahr, von den Deutschen angepeilt und entdeckt zu werden, wechselte er nach einer kurzen Unterweisung im System durch Radoslav Selucký, einem weiteren Hauptakteur, ständig den Standort seiner Funkstation. Jan Habrda unterstützte ihn und half beim Bau der Funkstation.
Anfang des Jahres 1941 wurde das Netzwerk vom für die Gestapo arbeitenden Jaroslav Bednář verraten und von den Deutschen schließlich entdeckt. Habrda wurde, wie zahlreiche andere Mitglieder des Netzwerks, am 14. März 1941 von der Gestapo in seiner Wohnung in Prag verhaftet und im November 1942 schließlich zum Tode verurteilt. Während die meisten Todesurteile aus der Gruppe um Bobák am 12. Juli 1943 vollstreckt wurden, wurde Jan Habrda am 16. August 1943 in der Zentralen Hinrichtungsstätte in Berlin-Plötzensee hingerichtet.
Die ebenfalls in Verbindung gebrachten Funkamateure Vladimir Kott (OK1FF) und Alois Horký (OK1HY) überlebten den Zweiten Weltkrieg.

## Ehrungen
In seiner Heimatstadt Třebíč wurde eine Straße nach Jan Habrda benannt.